# Peperomia rubricaulis
Peperomia rubricaulis är en pepparväxtart som först beskrevs av Christian Gottfried Daniel Nees von Esenbeck, och fick sitt nu gällande namn av Albert Gottfried Dietrich. Peperomia rubricaulis ingår i släktet peperomior, och familjen pepparväxter. Inga underarter finns listade i Catalogue of Life.